# Tema e variazioni
Thème et variations (in italiano Tema e variazioni) è una composizione per violino e pianoforte del compositore francese Olivier Messiaen.

## Storia
L'opera venne eseguita pubblicamente per la prima volta il 22 novembre 1932 dall'autore, al pianoforte, e dalla sua prima moglie, la violinista Louise Justine Delbos, a cui è dedicata.

## Struttura
La composizione si struttura come di seguito:
- Thème - Modéré
- I. Variation - Modéré
- II. Variation - Un peu moins Modére
- III. Variation - Modéré, avec éclat
- IV. Variation - Vif et passionné
- V. Variation - Tres modéré